# Roberto Faz
Roberto Faz (Regla; 18 de septiembre de 1914-La Habana; 26 de  abril de 1966) fue un percusionista y cantante cubano. De voz sonera con agudo timbre, fue un intérprete de diversos géneros de música tropical, tales como el son montuno, la guaracha, el bolero y el danzonete.

## Biografía
Nació en el municipio habanero de Regla en 1914, en el seno de una familia humilde.
Con apenas trece años, empezó como vocalista en el sexteto Champán Sport, en Guanabacoa. Probó suerte en distintos grupos hasta que en 1930 es integrado a la Orquesta Ultramar, dirigida por su padre.  No obstante, en esa época, tuvo que dedicarse también a otros oficios, como camarero y conductor de autobús.
En mayo de 1944, se integró en el popular Conjunto Casino, dirigido por Roberto Espí. En conjunción con la voz de Agustín Ribot, realizó múltiples grabaciones y giras por el Caribe y México.
En 1956, ya consagrado como sonero mayor, formó su orquesta: Roberto Faz y su conjunto. Este grupo, compuesto por unos once músicos, contaba con una sección de cuatro trompetas, apegada a la tradición de conjuntos al estilo de Arsenio Rodríguez.
En 1957, compartió escenario con Benny Moré en el cabaret Alí Bar, encuentro del que se conserva una legendaria foto.
Algunos de sus temas más populares son: «Píntate los labios, María», «El pregón de la montaña», «El retozón», «Suena tu bongó», «Oiga compadre» y «Te traigo mi son».
Murió en La Habana, el 26 de abril de 1966.